# End of the World (米川英之のアルバム)
『End of the World』（エンド オブ ザ ワールド）は、米川英之が2012年12月16日にリリースした5枚目のアルバムである。

## 解説
- 前作『INTO THE LIGHT』から12年振りとなるオリジナルアルバム。
- インストゥルメンタル曲を含めた11曲を収録。
- 作詞を除く、作曲・編曲・演奏・プログラミングの全てを米川本人がひとりで手掛けた。

## 収録曲
| 全作曲・編曲: 米川英之。 |                                                                    |            |            |
| #                        | タイトル                                                           | 作詞       | 作曲・編曲 |
| 1.                       | 「End of the World」                                               | 六ツ見純代 | 米川英之   |
| 2.                       | 「STRAIGHT THROUGH MY HEART（The song for Mr. RONNIE JAMES DIO）」 | 二井原実   | 米川英之   |
| 3.                       | 「Getting Better」                                                 | 六ツ見純代 | 米川英之   |
| 4.                       | 「道しるべのないTomorrow」                                         | 西司       | 米川英之   |
| 5.                       | 「月灯り」                                                         | 六ツ見純代 | 米川英之   |
| 6.                       | 「Coconut Moon」                                                   |            | 米川英之   |
| 7.                       | 「La Marea」                                                       |            | 米川英之   |
| 8.                       | 「MASQUERADE」                                                     | 西司       | 米川英之   |
| 9.                       | 「トワニナレル」                                                   | 渡辺英樹   | 米川英之   |
| 10.                      | 「ORDINARY」                                                       | 六ツ見純代 | 米川英之   |
| 11.                      | 「Oceans」                                                         |            | 米川英之   |

## 楽曲解説
1. End of the World
アルバムタイトル曲
2. STRAIGHT THROUGH MY HEART
3. Getting Better
4. 道しるべのないTomorrow
5. 月灯り
6. Coconut Moon
7. La Marea
8. MASQUERADE
9. トワニナレル
作詞はAJ-米田渡-やC-C-Bなどで米川と活動していた渡辺英樹が手掛けた。
10. ORDINARY
11. Oceans